# 9-я воздушно-десантная бригада
9-я воздушно-десантная бригада — воинское соединение вооружённых сил СССР, принимавшее участие в Великой Отечественной войне.

## История
Бригада сформирована на базе 203-й стрелковой дивизии 1-го формирования в мае 1941 года в Резекне, 22 июня 1941 года находится на марше из Резекне в Даугавпилс. Входит в состав 5-го воздушно-десантного корпуса. Штатная численность бригады — 2588 человек.
В Действующей армии:
- с 22 июня 1941 по 10 августа 1941
- с 19 февраля 1942 по 25 июня 1942 года.

С 22 июня 1941 года организует оборону по правому берегу Даугавы в районе Гривы. C 27 июня 1941 года начала штурм Даугавпилса, быстро захваченного немецкими войсками. 28 июня 1941 года участвует в масштабном наступлении на Даугавпилс, ворвалась в город, удержать не смогла, весь день ведёт бои за него, однако вынуждена была отступить на 8-10 километров, как и весь 5-й воздушно-десантный корпус. До 5 июля 1941 года отступает с боями в районе шоссе Даугавпилс — Остров, 5 июля 1941 года выведена во фронтовой резерв. С середины августа 1941 года дислоцируется в районе Иваново, в резерве Ставки ВГК.
В ноябре 1941 года вошла в состав 4-го воздушно-десантного корпуса
С 19 по 23 февраля 1942 года в количестве 1350 человек высаживается западнее Юхнова, в район деревень Великополье, Луги с целью прорыва вражеской обороны с тыла и соединения с войсками 50-й армии (Вяземская воздушно-десантная операция). 23 февраля 1942 года сосредоточилась в деревне Свинцово в 8 километрах южнее деревни Великополье. В ночь на 24 февраля 1942 года бригада, наступает в общем направлении на Юхнов, уничтожая по пути мелкие гарнизоны, вышла к населенным пунктам Пречистое и Куракино, где была остановлена, в течение 25 — 28 февраля 1942 года ведёт бои, в результате которой вышла на рубеж где она должна была соединиться с 50-й армии (разведывательные группы бригады даже смогли установить связь с частями армии). Однако 50-я армия не смогла прорвать оборону, в результате чего бригада начала свои действия в тылу противника.
На 3 марта 1942 года бригада находится в прежнем районе, минирует и организовывает засады на дорогах в 30-43 километрах западнее Юхнова. 6 марта 1942 года вышла в район деревни Малышевка в 41 километрах юго-западнее Юхнова, в пяти километрах севернее Варшавского шоссе и ввязалась в бой за населённый пункт. 8 марта 1942 года вынуждена отойти от Малышевки к роще южнее деревни Ключи. Медленно отступает к Юхнову, 13 марта 1942 года обороняет деревни Горбачи, Тыновка, Ключи в 27, 36 и 40 километрах юго-западнее Юхнова соответственно. На 18 марта 1942 года с трудом удерживает позиции. 25 марта 1942 года удерживает Куракино в 39 километрах юго-западнее Юхнова. На 2 апреля 1942 года ведёт бой в 8-18 километрах юго-восточнее станции Угра, 3 апреля 1942 года оставила село Богородицкое, 4 апреля 1942 года оставила село Акулово. На 11 апреля 1942 года отбивает атаки противника севернее станции Вертехово. К 16 апреля 1942 года вышла в район восточнее Баскаковка в 33 километрах юго-западнее станции Угра. До конца мая 1942 года действует приблизительно в том же районе, 26 мая 1942 года пошла на прорыв окружения и через Киров в конце июня 1942 года остатки бригады прорвались к своим в полосе 10-й армии
В июле 1942 года бригада переформирована в 113-й гвардейский стрелковый полк.
Во второй половине 1942 года была сформирована 9-я воздушно-десантная бригада 2-го формирования, но под таким названием она в боях не участвовала, в декабре 1942 года переформирована в 6-й гвардейский воздушно-десантный полк.

## Полное наименование
- 9-я воздушно-десантная бригада

## Боевой состав
- управление
- 1-й воздушно-десантный батальон
- 2-й воздушно-десантный батальон
- 3-й воздушно-десантный батальон
- 4-й воздушно-десантный батальон
- школа младшего командного состава
- отдельный артиллерийский дивизион
- отдельная зенитно-пулемётная рота
- отдельная разведывательная самокатная рота
- отдельная рота связи

## Подчинение
| Дата            | Фронт (округ)            | Армия                  | Корпус                        | Примечания |
| --------------- | ------------------------ | ---------------------- | ----------------------------- | ---------- |
| 22.06.1941 года | Северо-Западный фронт    | -                      | 5-й воздушно-десантный корпус | -          |
| 01.07.1941 года | Северо-Западный фронт    | 27-я армия             | 5-й воздушно-десантный корпус | -          |
| 10.07.1941 года | Северо-Западный фронт    | 27-я армия             | 5-й воздушно-десантный корпус | -          |
| 01.08.1941 года | Северо-Западный фронт    | -                      | 5-й воздушно-десантный корпус | -          |
| 01.09.1941 года | Резерв Ставки ВГК        | -                      | 5-й воздушно-десантный корпус | -          |
| 01.10.1941 года | Резерв Ставки ВГК        | -                      | 5-й воздушно-десантный корпус | -          |
| 01.11.1941 года | -                        | -                      | -                             | нет данных |
| 01.12.1941 года | -                        | -                      | -                             | нет данных |
| 01.01.1942 года | Резерв Ставки ВГК        | -                      | 4-й воздушно-десантный корпус | -          |
| 01.02.1942 года | Резерв Ставки ВГК        | -                      | 4-й воздушно-десантный корпус | -          |
| 01.03.1942 года | Западный фронт           | -                      | 4-й воздушно-десантный корпус | -          |
| 01.04.1942 года | Западный фронт           | -                      | 4-й воздушно-десантный корпус | -          |
| 01.05.1942 года | Западный фронт           | Группа генерала Белова | 4-й воздушно-десантный корпус |            |
| 01.06.1942 года | Западный фронт           | Группа генерала Белова | 4-й воздушно-десантный корпус | -          |
| 01.07.1942 года | Московский военный округ | -                      | 4-й воздушно-десантный корпус | -          |

## Командиры бригады
- Конинский, Василий Алексеевич (с 05.1941), полковник;
- Курышев, Иван Игнатьевич (с 08.1941), полковник;
- Степанов, Сергей Прохорович (июль 1942), подполковник[3]